# 夏洛特·瑪麗 (薩克森-耶拿)
夏洛特·瑪麗（德語：Charlotte Marie von Sachsen-Jena，1669年12月20日—1703年1月6日），薩克森-威瑪公爵夫人，薩克森-耶拿公爵伯恩哈德的女兒。

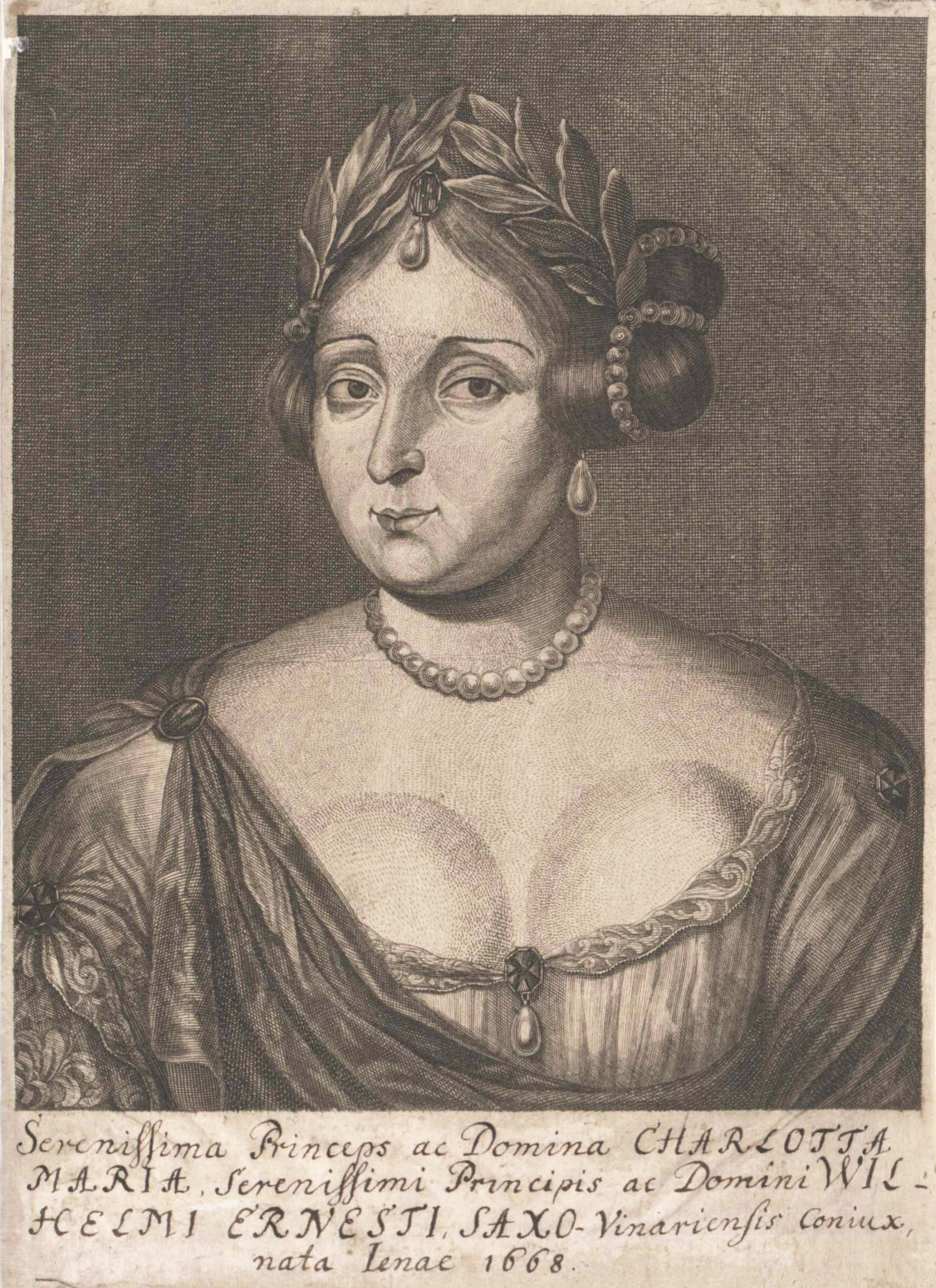
夏洛特·瑪麗

1683年，夏洛特·瑪麗與自己的堂兄威廉·恩斯特結婚，兩人沒有子女。